# Lotte
Lotte är en kommun i Kreis Steinfurt i Nordrhein-Westfalen, Tyskland. Kommunen ligger väster om staden Osnabrück. Motorvägarna A1 och A30 möts vid Lotte.